# Petrarca Football Club 1922-1923
Questa pagina raccoglie i dati riguardanti il Petrarca Football Club nelle competizioni ufficiali della stagione 1922-1923.

## Rosa
| N. |                   | Ruolo | Calciatore         |
| -- | ----------------- | ----- | ------------------ |
|    | Italia (bandiera) | P     | Aldo Bari          |
|    | Italia (bandiera) | P     | Franco Lipizer     |
|    | Italia (bandiera) | D     | Carrari II         |
|    | Italia (bandiera) | D     | Cesare Gallo (I)   |
|    | Italia (bandiera) | D     | Garonzi            |
|    | Italia (bandiera) | D     | Giorgio Malipiero  |
|    | Italia (bandiera) | D     | Antonio Marino     |
|    | Italia (bandiera) | D     | Luigi Marino       |
|    | Italia (bandiera) | D     | Rodrighera         |
|    | Italia (bandiera) | D     | Aldo Romaro (II)   |
|    | Italia (bandiera) | D     | Giulio Zanninovich |
|    | Italia (bandiera) | C     | Bianchi            |

| N. |                   | Ruolo | Calciatore            |
| -- | ----------------- | ----- | --------------------- |
|    | Italia (bandiera) | C     | Guarnieri I           |
|    | Italia (bandiera) | C     | Guarnieri II          |
|    | Italia (bandiera) | C     | Gulin                 |
|    | Italia (bandiera) | C     | Mercatali II          |
|    | Italia (bandiera) | C     | Paolo Paganini        |
|    | Italia (bandiera) | C     | Giovanni Reato        |
|    | Italia (bandiera) | A     | Carlo Bonaventura     |
|    | Italia (bandiera) | A     | Luigi Bonomi Da Monte |
|    | Italia (bandiera) | A     | Mario Caretta         |
|    | Italia (bandiera) | A     | Mario Gallo (II)      |
|    | Italia (bandiera) | A     | Recchia               |